# Klipp-mjöllav
Klipp-mjöllav (Lepraria neglecta) är en lavart som först beskrevs av William Nylander och fick sitt nu gällande namn av Georg Lettau. 
Klipp-mjöllav ingår i släktet Lepraria och familjen Stereocaulaceae. Arten är reproducerande i Sverige.